# Flight Information Display System

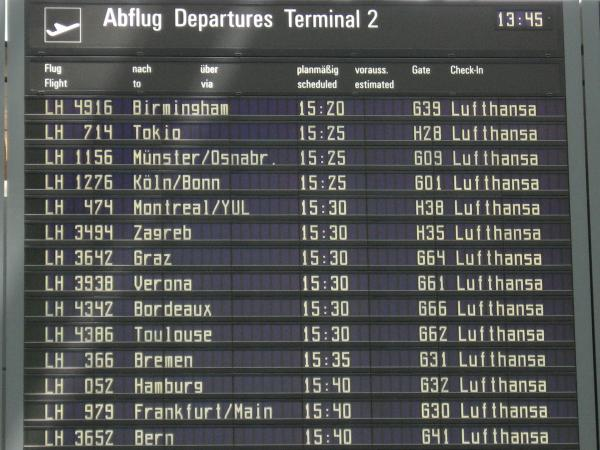
Flight Information Display System Flughafen München

Ein Flight Information Display System (FIDS) ist ein echtzeitnahes Softwaresystem, welches einem Flughafen dazu dient, alle Clients mit aktuellen Flugdaten zu versorgen und diese darüber hinaus ereignisgesteuert zu aktualisieren. Ein Client kann in diesem Zusammenhang ein Monitor im Publikums- oder Personalbereich, eine Fallblatt- oder LCD-Tafel, ein beliebiger Internet/Intranet-Client oder theoretisch jedes andere technische Gerät zur Flugdatenanzeige sein. Ein FIDS ist normalerweise generisch ausgelegt, so dass sich der Aufwand neuartige Anzeige-Clients anzuschließen in Grenzen hält und sich i. d. R. auf die protokollspezifischen Eigenheiten beschränkt.
Die Flugdatenänderungen (Statusänderungen, Gate-, Belt- und Counter-Zuweisungen, Estimated Time etc.), die ein FIDS verarbeitet, können eine beliebige Quelle und/oder Ursache haben. Sie können direkt von einem Operator eingegeben werden, aber genauso gut automatisch vom System (aufgrund von unterschiedlichen Zeitparametern) erzeugt werden. Auch Anbindungen zu externen Systemen (CUTE, SITA etc.) können Statusänderungen bewirken und werden von dem FIDS entsprechend verarbeitet.
Im datenseitigen Mittelpunkt eines FIDS steht der aktuelle Flug, welcher eindeutig durch Typ (A/D), Scheduled Time (STM) und Flugnummer identifiziert wird. Ein durchdachtes System berücksichtigt auch Codesharing-Flüge und Rotationsverknüpfungen. Von Codesharing spricht man, wenn sich mehrere Flugnummern auf einen physischen Flug beziehen (z. B. LH 765 und UA 621 nach JFK werden über eine Lufthansa-Maschine abgewickelt). Eine Rotation ist die Verknüpfung einer Ankunfts- und einer Abflugs-Flugnummer, welche sich auf die physisch gleiche Maschine beziehen. Ein Airbus A321 der Lufthansa beispielsweise kommt als LH301 aus Hamburg an Gate A13 an und fliegt 45 Minuten später als LH302 wieder nach Hamburg zurück.
Ein durchdachtes FIDS ermöglicht es Flughäfen, Airlines, Flugzeugtypen, Flugstati und Ressourcen wie Gates, Counter und Baggage Belts, Parking Stands dynamisch anzupassen. Ein zentraler Teil in der Funktionalität des Systems ist auch die kontinuierliche Statusüberwachung der angeschlossenen Anzeigeperipherie (öffentliche Monitore, Anzeigetafeln usw.).
Unregelmäßigkeiten werden vom System protokolliert. Moderne Systeme versenden auch E-Mails/SMS an den zuständigen Systemadministrator und ermöglichen es beispielsweise auch das System per Mobiltelefon zu steuern.